# دفتر کاخ ملکه
دفتر کاخ ملکه، کوگو کوشوکو (به ژاپنی: 皇后宮職 こうごうぐうしょく)، نهاد اداری داخل کاخ ملکه بود که زمانی تحت وزارت خاندان امپراتوری تأسیس شده بود.
در آن زمان  آژانس خاندان امپراتوری  که  در حال حاضر هست هنوز تأسیس نشده بود.